# Tiro com arco nos Jogos Olímpicos de Verão de 2016 - Equipes femininas
A competição por equipes femininas do tiro com arco nos Jogos Olímpicos de Verão de 2016 foi disputada a 7 de agosto no Sambódromo da Marquês de Sapucaí, no Rio de Janeiro.

## Formato da competição
Tal como nas provas individuais, a competição por equipes femininas foi realizada no formato de arco recurvo aprovado pela Federação Mundial de Tiro com Arco (WA), a 70 metros de distância do alvo. Participaram 12 equipas de três arqueiras cada, que atravessaram uma rodada de classificação com 72 flechas para cada atleta, tal como na fase similar dos eventos individuais. As pontuações combinadas desta etapa foram usadas para distribuir as equipes pela chave da fase eliminatória, com as quatro primeiras qualificadas diretamente às quartas de final.
Cada encontro consistiu em quatro conjuntos de seis flechas (duas por arqueira). A equipa com pontuação mais alta no total das seis flechas recebeu dois pontos. Se empatadas, cada uma recebia um ponto de set. A primeira equipa a fazer cinco pontos de set ganhou cada encontro.

## Calendário
Todos os horários seguem o fuso local (UTC−3).
| Data                | Hora de início | Hora de fecho | Fase                                  |
| ------------------- | -------------- | ------------- | ------------------------------------- |
| Sábado, 7 de agosto | 9:00           | 17:45         | Classificação/Disputas pelas medalhas |

## Medalhistas
A campeã olímpica foi a equipe da Coreia do Sul, que bateu na final a Rússia. O bronze foi conquistado pela tripla do Taipé Chinês frente à Itália.
|  | KOR Coreia do Sul                   |  | RUS Rússia                                         |  | TPE Taipé Chinês                        |
|  | Chang Hye-jin Choi Mi-sun Ki Bo-bae |  | Tuyana Dashidorzhieva Ksenia Perova Inna Stepanova |  | Le Chien-ying Lin Shih-chia Tan Ya-ting |

## Recordes
Antes do evento, estes eram os recordes olímpicos e mundiais:
| Classificatória – 216 flechas | Classificatória – 216 flechas                           | Classificatória – 216 flechas | Classificatória – 216 flechas | Classificatória – 216 flechas | Classificatória – 216 flechas |
| Tipo                          | Equipe                                                  | Pontos                        | Local                         | Data                          |                               |
| ----------------------------- | ------------------------------------------------------- | ----------------------------- | ----------------------------- | ----------------------------- | ----------------------------- |
| Recorde mundial               | Coreia do Sul Choi Mi-sun, Ki Bo-bae, Chang Hye-jin     | 2015                          | Antália                       | 14 de junho de 2015           |                               |
| Recorde olímpico              | Coreia do Sul Park Sung-hyun, Yun Ok-hee, Joo Hyun-jung | 2008                          | Pequim                        | 9 de agosto de 2008           |                               |

## Resultados

### Fase de classificação
Estes foram os resultados obtidos nesta etapa:
| Pos. | País              | Arqueiras                                                  | Pontuação | 10s | Xs |
| ---- | ----------------- | ---------------------------------------------------------- | --------- | --- | -- |
| 1    | KOR Coreia do Sul | Chang Hye-jin Choi Mi-sun Ki Bo-bae                        | 1998      | 59  | 37 |
| 2    | RUS Rússia        | Tuyana Dashidorzhieva Ksenia Perova Inna Stepanova         | 1938      | 56  | 19 |
| 3    | CHN China         | Cao Hui Qi Yuhong Wu Jiaxin                                | 1933      | 45  | 21 |
| 4    | TPE Taipé Chinês  | Le Chien-ying Lin Shih-chia Tan Ya-ting                    | 1932      | 50  | 23 |
| 5    | MEX México        | Gabriela Bayardo Aída Román Alejandra Valencia             | 1922      | 42  | 20 |
| 6    | ITA Itália        | Lucilla Boari Claudia Mandia Guendalina Sartori            | 1911      | 41  | 26 |
| 7    | IND Índia         | Deepika Kumari Bombayla Devi Laishram Laxmirani Majhi      | 1892      | 40  | 20 |
| 8    | UKR Ucrânia       | Veronika Marchenko Anastasia Pavlova Lidiia Sichenikova    | 1890      | 52  | 14 |
| 9    | JPN Japão         | Yuki Hayashi Kaori Kawanaka Saori Nagamine                 | 1862      | 36  | 16 |
| 10   | COL Colômbia      | Carolina Aguirre Ana Rendón Natalia Sánchez                | 1855      | 35  | 17 |
| 11   | BRA Brasil        | Marina Canetta Gobbi Ane Marcelle dos Santos Sarah Nikitin | 1845      | 37  | 12 |
| 12   | GEO Geórgia       | Kristine Esebua Yulia Lobzhenidze Khatuna Narimanidze      | 1831      | 37  | 15 |

### Fases eliminatórias
Na fase de eliminatórias, estes foram os resultados:
| Oitavas de final | Oitavas de final | Oitavas de final | Oitavas de final | Oitavas de final | Oitavas de final | Oitavas de final | Oitavas de final |  |   | Quartas de final | Quartas de final  | Quartas de final | Quartas de final | Quartas de final | Quartas de final | Quartas de final | Quartas de final |  |   | Semifinais        | Semifinais | Semifinais | Semifinais | Semifinais | Semifinais | Semifinais | Semifinais |  |                     | Final               | Final               | Final               | Final               | Final               | Final               | Final               | Final |
|                  |                  |                  |                  |                  |                  |                  |                  |  |   |                  |                   |                  |                  |                  |                  |                  |                  |  |   |                   |            |            |            |            |            |            |            |  |                     |                     |                     |                     |                     |                     |                     |                     |       |
|                  |                  |                  |                  |                  |                  |                  |                  |  |   |                  |                   |                  |                  |                  |                  |                  |                  |  |   |                   |            |            |            |            |            |            |            |  |                     |                     |                     |                     |                     |                     |                     |                     |       |
|                  |                  |                  |                  |                  |                  |                  |                  |  |   | 1                | KOR Coreia do Sul | 5                | 54               | 57               | 55               |                  |                  |  |   |                   |            |            |            |            |            |            |            |  |                     |                     |                     |                     |                     |                     |                     |                     |       |
| 9                | JPN Japão        | 6                | 53               | 55               | 54               | 55               |                  |  | 9 | JPN Japão        | 1                 | 54               | 51               | 54               |                  |                  |                  |  |   |                   |            |            |            |            |            |            |            |  |                     |                     |                     |                     |                     |                     |                     |                     |       |
| 8                | UKR Ucrânia      | 2                | 54               | 54               | 53               | 53               |                  |  |   |                  |                   |                  |                  |                  |                  |                  |                  |  | 1 | KOR Coreia do Sul | 5          | 60         | 53         | 56         |            |            |            |  |                     |                     |                     |                     |                     |                     |                     |                     |       |
| 5                | MEX México       | 6                | 54               | 58               | 57               |                  |                  |  |   |                  |                   |                  |                  |                  |                  |                  |                  |  | 4 | TPE Taipé Chinês  | 1          | 50         | 53         | 52         |            |            |            |  |                     |                     |                     |                     |                     |                     |                     |                     |       |
| 12               | GEO Geórgia      | 0                | 50               | 52               | 55               |                  |                  |  |   | 5                | MEX México        | 4                | 51               | 55               | 52               | 52               | 25               |  |   |                   |            |            |            |            |            |            |            |  |                     |                     |                     |                     |                     |                     |                     |                     |       |
|                  |                  |                  |                  |                  |                  |                  |                  |  | 4 | TPE Taipé Chinês | 5                 | 50               | 50               | 53               | 56               | 26               |                  |  |   |                   |            |            |            |            |            |            |            |  |                     |                     |                     |                     |                     |                     |                     |                     |       |
|                  |                  |                  |                  |                  |                  |                  |                  |  |   |                  |                   |                  |                  |                  |                  |                  |                  |  |   |                   |            |            |            |            |            |            |            |  |                     | 1                   | KOR Coreia do Sul   | 5                   | 58                  | 55                  | 51                  |                     |       |
|                  |                  |                  |                  |                  |                  |                  |                  |  |   |                  |                   |                  |                  |                  |                  |                  |                  |  |   |                   |            |            |            |            |            |            |            |  |                     | 2                   | RUS Rússia          | 1                   | 49                  | 51                  | 51                  |                     |       |
|                  |                  |                  |                  |                  |                  |                  |                  |  |   | 3                | CHN China         | 3                | 52               | 48               | 55               | 50               |                  |  |   |                   |            |            |            |            |            |            |            |  |                     |                     |                     |                     |                     |                     |                     |                     |       |
| 11               | BRA Brasil       | 0                | 50               | 42               | 55               |                  |                  |  | 6 | ITA Itália       | 5                 | 52               | 49               | 47               | 53               |                  |                  |  |   |                   |            |            |            |            |            |            |            |  |                     |                     |                     |                     |                     |                     |                     |                     |       |
| 6                | ITA Itália       | 6                | 54               | 53               | 56               |                  |                  |  |   |                  |                   |                  |                  |                  |                  |                  |                  |  | 6 | ITA Itália        | 3          | 54         | 52         | 50         | 49         |            |            |  |                     |                     |                     |                     |                     |                     |                     |                     |       |
| 7                | IND Índia        | 5                | 52               | 49               | 52               | 52               |                  |  |   |                  |                   |                  |                  |                  |                  |                  |                  |  | 2 | RUS Rússia        | 5          | 54         | 47         | 52         | 52         |            |            |  |                     |                     |                     |                     |                     |                     |                     |                     |       |
| 10               | COL Colômbia     | 3                | 51               | 50               | 52               | 44               |                  |  |   | 7                | IND Índia         | 4                | 48               | 53               | 53               | 54               | 23               |  |   |                   |            |            |            |            |            |            |            |  | Disputa pelo bronze | Disputa pelo bronze | Disputa pelo bronze | Disputa pelo bronze | Disputa pelo bronze | Disputa pelo bronze | Disputa pelo bronze | Disputa pelo bronze |       |
|                  |                  |                  |                  |                  |                  |                  |                  |  | 2 | RUS Rússia       | 5                 | 55               | 52               | 50               | 55               | 25               |                  |  |   |                   |            |            |            |            |            |            |            |  | 4                   | TPE Taipé Chinês    | 5                   | 56                  | 55                  | 49                  | 56                  |                     |       |
|                  |                  |                  |                  |                  |                  |                  |                  |  |   |                  |                   |                  |                  |                  |                  |                  |                  |  |   |                   |            |            |            |            |            |            |            |  |                     | 6                   | ITA Itália          | 3                   | 52                  | 54                  | 51                  | 56                  |       |